# Bea Knecht
Bea Knecht (* 1967 in Brugg, geboren als Beat) ist eine Schweizer Informatikerin, Unternehmerin und Gründerin von Zattoo.

## Leben
Knecht wuchs in Windisch auf und studierte Informatik an der University of California in Berkeley. Sie absolvierte ein Masterstudium in Business Administrations am International Institute for Management Development (IMD) in Lausanne. Nach dem Studium arbeitete sie in der Beratung und im Management, 1996 bis 2001 als Associate-Partnerin bei McKinsey. Als Softwareentwicklerin war Knecht massgeblich an der Entwicklung von UBS OpenLAN, SAP xRPM und Levanta beteiligt.
2005 gründete Knecht gemeinsam mit Sugih Jamin den Schweizer TV-Streamingdienst Zattoo mit Sitz in Zürich. 2012 gab sie die Geschäftsführung ab und ist heute Vizepräsidentin des Verwaltungsrats. Knecht ist zudem Gründerin und Verwaltungsratspräsidentin des Start-ups Genistat, einem Data-Science-Unternehmen. Als Entwicklerin und Unternehmerin erhielt sie verschiedene Preise und Auszeichnungen.
Knecht war ab 2014 für einige Jahre Mitglied der Eidgenössischen Medienkommission (EMEK).
Bis 2012 lebte Knecht als Mann. Seit ihrer Transition äussert sie sich öffentlich über Genderthemen.

## Preise und Auszeichnungen
- 2014: Best of Swiss Web, Ehrenpreis
- 2014: Digital Lifetime Award von IAB Switzerland Association
- 2020: Emmy Award in Technology and Engineering